# SMTOWN Live World Tour V
SMTOWN Live World Tour V是韓國經紀公司SM娛樂的家族聯合世界巡迴演唱會。這次巡演於2016年舉行。

## 參與藝人
- KANGTA
- 宝儿
- Trax
- Super Junior（利特、希澈、艺声、厉旭、圭贤）
  - Super Junior-M（Henry、周觅）
- 少女时代
- J-MIN
- SHINee
- f(x)（Victoria缺席大阪场）
- EXO
- Red Velvet
- NCT（泰一、泰容、悠太、道英、Ten、在玹、昀昀、Mark、楷灿）

## 巡迴時間表
| 日期              | 城市 | 國家 | 演出場地 | 歌迷動員  |
| 2016年7月16－17日 | 大阪 | 日本 | 大阪巨蛋 | 90,000名  |
| 2016年8月13－14日 | 东京 | 日本 | 东京巨蛋 | 120,000名 |